# Adam Wolf
Adam Wolf (* 12. Juli 1822 in Eger; † 25. Oktober 1883 in Graz) war ein bedeutender österreichischer Historiker der theresianischen und josephinischen Zeit. 

## Leben und Wirken
Georg Adam Wolf wurde am 12. Juli 1822 in Eger in Böhmen als Sohn des Bürgers und Rotgerbermeisters Joseph Wolf und der Magdalena, geb. Götz geboren. 
In seiner Geburtsstadt besuchte er das Gymnasium und ging dann zum Studium nach Prag, wo er 1845 an der Hochschule seine philosophischen und rechtswissenschaftlichen Studien beendete. Er promovierte 1846 an der Wiener Universität (Dr. phil.) und lehrte an dieser seit 1850 als Dozent für österreichische Geschichte. Seit 1852 lehrte er als Professor für allgemeine und österreichische Geschichte an der Pesther Hochschule (Ofen-Pest) und als Professor der allgemeinen Geschichte von 1865 bis 1883 an der Universität in Graz. Er war Erzieher bei den Töchtern des Erzherzogs Albrecht. Er ist Verfasser zahlreicher Publikationen. Für die von dem deutschen Historiker Wilhelm Oncken herausgegebene historische Reihe Allgemeine Geschichte in Einzeldarstellungen steuerte er den Band Oesterreich unter Maria Theresia, Josef II. und Leopold II. 1740–1792 bei, der postum (1884) erschien und mit dessen Fertigstellung er seinen Schüler Hans von Zwiedineck beauftragt hatte. Für die Reihe Oesterreichische Geschichte für das Volk steuerte er den Band Kaiser Franz von der Stiftung der österreichischen Kaiserwürde bis zum Ausbruch des russisch-französischen Krieges 1804–1811 bei.

Über den Staatsmann Fürst Metternich weiß Wolf das Folgende zu berichten: 

„Er war der Schöpfer des Krieges von 1809. Seine Frau hat dafür in Wien gesprochen und gehetzt. Metternich war dann selbst nach Wien gekommen und hatte an den Cabinetsberathungen theilgenommen, in welchen der Krieg von 1809 beschlossen wurde. Am 1. Jänner war er anscheinend harmlos und fröhlich wieder in Paris eingetroffen und hörte die zornigen Worte Napoleons mit der größten Geduld und Kaltblütigkeit an.“

## Publikationen (Auswahl)
- Die Aufhebung der Klöster in Innerösterreich 1782–1790. Braumüller, Wien 1871. (Digitalisat)
- Oesterreich unter Maria Theresia, Josef II. und Leopold II. Grote, Berlin 1884 Digitalisat.
- Lucas Geizkofler und seine Selbstbiographie. Braumüller, Wien 1873. (Digitalisat)
- Kaiser Franz von der Stiftung der österreichischen Kaiserwürde bis zum Ausbruch des russisch-französischen Krieges 1804–1811. (= Oesterreichische Geschichte für das Volk, Band XVI). Commissions-Verlage von Prandel und Ewald, Wien 1866.
- Fürstin Eleonore Liechtenstein, 1745–1812. Nach Briefen und Memoiren ihrer Zeit. Gerold, Wien 1875. (Digitalisat)